# Caryospora maxima
Caryospora maxima – gatunek pasożytniczych pierwotniaków należący do rodziny Eimeriidae z podtypu Apicomplexa, które kiedyś były klasyfikowane jako protista. Występuje jako pasożyt węży. C. maxima cechuje się oocystą zawierającą jedną sporocystę. Z kolei każda sporocysta zawiera 8 sporozoitów.
Obecność tego pasożyta stwierdzono u Psammophis schokari należącego do rodziny połozowatych (Colubridae).
Występuje na terenie Azji w Jordanii.

## Sporulowana oocysta
Jest kształtu sferoidalnego, posiada 2 ściany o łącznej grubości około 2 μm, osłonka zewnętrzna lekko brązowawa o grubości 1,5 μm. Oocysta posiada następujące rozmiary: długość 40–46 μm, szerokość 40–44 μm. Brak mikropyli, wieczka biegunowego oraz ciałka biegunowego.

## Sporulowana sporocysta i sporozoity
Sporocysty kształtu wydłużonego owoidu o długości 21–22 μm, szerokości 16–17 μm. Ściana oocysty przeźroczysta o grubości 0,5 – 0,75 μm. Występuje ciałko Stieda kształtu pokrętła o wysokości 1 μm i szerokości 3 μm. Substieda body (SBB) kształtu elipsoidalnego o wymiarach 4 μm wysokości i 4,5 μm szerokości. Parastieda body (PSB) nie występuje. Występuje ciałko resztkowe sporocysty w postaci centralnie umieszczonej, skupionej masy ziarnistości występujących centralnie i ułożonych pomiędzy sporozoitami. Sporozoity w kształcie kiełbasek, ułożonych wokół ciałka resztkowego sporocysty, jądro położone centralnie.